# Quirihue
Quirihue ist eine Stadt und Gemeinde in der Provinz Itata in der Región de Ñuble in Chile. Bei der Volkszählung im Jahr 2017 hatte sie 11.594 Einwohner. Die Gemeinde erstreckt sich über eine Fläche von 589 km².

## Geschichte

### Gründung und Entwicklung
Quirihue wurde am 17. Januar 1749 vom Gouverneur Domingo Ortiz de Rozas im Auftrag der Junta de Poblaciones del Reino de Chile gegründet. Ursprünglich diente der Ort als Rastplatz (terminal de jornada) auf dem Weg zwischen Santiago und Concepción. Der damalige Name lautete Villa San Antonio Abad de Quirihue.
Bis 1826 war Quirihue die Hauptstadt des Partido de Itata, das zur Intendencia de Concepción gehörte. Im Jahr 1870 wurde dem Ort der Titel einer Stadt verliehen. Später war Quirihue Verwaltungssitz des Departamento de Itata, das zur Provinz Maule gehörte. Mit der Verwaltungsreform unter der Regierung von Carlos Ibáñez del Campo wurde das Gebiet 1928 in die Provinz Ñuble eingegliedert. Diese Zugehörigkeit bestand bis 1974, als das Departamento im Rahmen der Regionalisierungsmaßnahmen der Militärdiktatur abgeschafft wurde.
Aufgrund seiner langen politischen und administrativen Tradition hatte Quirihue eine bedeutende Stellung sowohl in der Region Penquista als auch in der Maule-Region. Viele Bewohner von Cauquenes kamen nach Quirihue, um dort Handel zu treiben oder beruflich tätig zu werden, was zur Bildung einflussreicher Familien in der Stadt führte.
Ein markanter Moment in der Stadtgeschichte war die Errichtung des ersten Denkmals zu Ehren von Arturo Prat Chacón in Chile. Der Historiker und Politiker Benjamín Vicuña Mackenna schlug vor, dieses Denkmal auf dem Hauptplatz von Quirihue zu errichten. Obwohl das Vorhaben bereits Mitte 1879 angestoßen wurde, verzögerten unter anderem der Kriegszustand und ein sehr regenreicher Winter die Umsetzung. Deshalb konnte das Denkmal nicht wie geplant zu den Nationalfeiertagen am 18. September 1880 eingeweiht werden. Erst am 5. November trafen die Bauteile aus Santiago über die Eisenbahnstation von Chillán ein.
Am 19. November 1880 wurde schließlich nach einem feierlichen Te Deum in der Pfarrkirche von Quirihue um 15:00 Uhr die Prat-Büste samt Gedenkplatten enthüllt, die aus Santiago geliefert worden waren.

### Erdbeben von 1939
Quirihue erlangte im 20. Jahrhundert landesweite Aufmerksamkeit, da es das geografische Epizentrum des verheerenden Erdbebens von Chillán im Jahr 1939 war – dem tödlichsten Beben der modernen chilenischen Geschichte. Heute erinnert eine Gedenktafel an das Ereignis, die zum 80. Jahrestag der Katastrophe feierlich eingeweiht wurde.

### 21. Jahrhundert und Schäden nach dem Erdbeben 2010
Seit seiner Gründung entwickelte sich Quirihue zu einem kleinen, landwirtschaftlich geprägten Ort mit wachsendem Unternehmergeist. Die Stadt war bekannt für ihre koloniale Architektur und ihren ländlichen Charakter, mit langgestreckten Häusern und charakteristischen Dächern. Besonders hervorzuheben war die barocke Pfarrkirche Dulce Nombre de Jesús mit nahezu 300-jähriger Geschichte.
Beim schweren Erdbeben vom 27. Februar 2010 mit einer Stärke von 8,8° wurde ein Großteil des materiellen Kulturerbes zerstört. Die traditionelle Stadtarchitektur erlitt erhebliche Verluste, darunter auch die historische Pfarrkirche und der katholische Friedhof, der ebenfalls Teil des historischen Erbes von Quirihue ist.
Seit 2018 gehört Quirihue infolge der Verwaltungsreform durch das Gesetz 21.033 zur neu geschaffenen Region Ñuble und ist seither Hauptstadt der Provinz Itata.

## Bevölkerung
Laut der Volkszählung des Nationalen Statistikinstituts von 2002 hatte Quirihue 11.429 Einwohner (5852 Männer und 5577 Frauen). Davon lebten 7952 (69,6 %) in städtischen Gebieten und 3477 (30,4 %) auf dem Land. Die Bevölkerung wuchs zwischen den Volkszählungen von 1992 und 2002 um 4,2 % (458 Personen). Im Jahr 2017 zählte man 11.594 Personen.

## Orte
In der Gemeinde Quirihue befinden sich folgende Orte:
- Quirihue
- Taimo
- Recreo
- El Guanaco
- Pablo Neruda